# Riesenhütte
Die Riesenhütte ist eine Alpenvereinshütte der Sektion Oberland des Deutschen Alpenvereins in 1345 m ü. NHN Höhe auf der Riesenalm unterhalb der Hochries. Sie befindet sich in den Chiemgauer Alpen auf dem Gemeindegebiet von Aschau im Chiemgau im oberbayerischen Landkreis Rosenheim.

## Geschichte
Im Arbeitsgebiet der Sektion Prien des DuOeAV wollte die Sektion Oberland zunächst aus einem bestehenden Almkaser durch einen Umbau die Riesenhütte entstehen lassen. Dieses Vorhaben wurde nach näherer Prüfung verworfen. Stattdessen wurde im Jahr 1913 die Riesenhütte neu erbaut. Die Einweihung der Hütte fand am 7. Dezember 1913 statt.
Die Riesenhütte ist ein ganzjährig leicht erreichbares Ausflugsziel und eine beliebte Raststation auf dem langen Weg von Frasdorf bzw. Aschau auf die Hochries. Im Winter bietet sich die meist lawinensichere Umgebung für leichte Skitouren und Schneeschuhwanderungen an. Für Bergsteiger ist die Riesenhütte ein möglicher Stützpunkt auf größeren Touren durch die Chiemgauer Alpen und auf dem Weitwanderweg Königssee-Bodensee, dem Maximiliansweg. Außerdem beginnt hier die bekannte Kammwanderung zum Spitzstein. In der Umgebung der Hütte liegen zudem einige leicht befahrbare Karsthöhlen. Die Riesenhütte ist seit Herbst 2013 bis auf Weiteres geschlossen.

## Zugänge
- Von Frasdorf (600 m) über Zellboden und Hüttenweg, leicht, Gehzeit: 2½ Stunden
- Von Sagberg (800 m) bei Frasdorf über die Frasdorfer Hütte, leicht, Gehzeit: 2 Stunden
- Von Aschau im Chiemgau (620 m) über Hofalm und Hüttenweg, leicht, Gehzeit: 2½ Stunden
- Von Grainbach über die Ebenwaldalm, leicht, Gehzeit: 2½ Stunden

## Übergänge
- Hochrieshütte (1570 m) über Nordostseite, leicht, Gehzeit: 45 Minuten
- Klausenhütte (1510 m) über Abergalm und Klausenberg, leicht, Gehzeit: 2 Stunden
- Spitzsteinhaus (1265 m) über Klausenhütte und Brandelberg, mittel, Gehzeit: 3½ Stunden

## Gipfelbesteigungen
- Hochries (1570 m) über Nordostseite, leicht, Gehzeit: 45 Minuten
- Riesenberg (1450 m), leichter Hüttengipfel, Gehzeit: 15 Minuten
- Spielberg (1440 m), teilweise weglos, aber leicht, Gehzeit: 20 Minuten
- Predigtstuhl (1495 m) über Abergalm, leicht, Gehzeit: 1¼ Stunde
- Klausenberg (1554 m) über Predigtstuhl, leicht, Gehzeit: 1¾ Stunden
- Abereck (1460 m) über Abergalm, nicht markiert, Gehzeit: 1¼ Stunden